# 8785 Boltwood
8785 Boltwood è un asteroide della fascia principale. Scoperto nel 1978, presenta un'orbita caratterizzata da un semiasse maggiore pari a 2,2718864 UA e da un'eccentricità di 0,1735322, inclinata di 3,38924° rispetto all'eclittica.